# Centro de Pesquisas Nucleares de Negueve

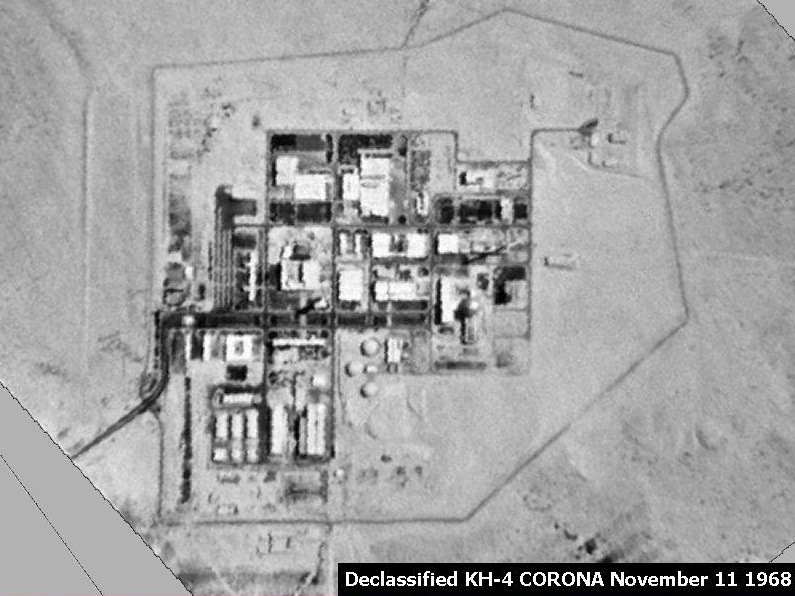
O Centro de Pesquisas Nuclear de Negueve visto do satélite Corona no fim da década de 1960

O Centro de Pesquisas Nucleares de Negueve é uma instalação nuclear israelense localizada no deserto de Negueve, cerca de 10 quilômetros ao sul da cidade de Dimona.
Sua construção teve início em 1958, com ajuda francesa. O motivo da construção, de acordo com os governos francês e israelense, era construir um reator nuclear para fornecer energia para uma usina de dessalinização, para "reflorestar o deserto de Negev". Entretanto, a maioria dos peritos de defesa militar afirmam que tal centro tem o propósito de manufaturar armas nucleares. O governo de Israel nega tal afirmação, apesar de todas as evidências em contrário, e do vazamento de informações ocorrido em 1986, pelo ex-técnico nuclear Mordechai Vanunu.